# Tafsir Al-Mîzân
Tafsir Al-Mîzân est un livre écrit par Muhammad Husayn Tabataba'i, un commentateur du Coran du XXe siècle. Il fut écrit en arabe, traduit en persan en 40 volumes.

## Auteur
L'auteur du livre, Mohammad Hossein Tabâtabâ’i, né en 1900 à Tabriz, est un penseur contemporain du chiisme duodécimain. Il est notamment connu pour ses travaux sur l’herméneutique sacrée ou l’interprétation du Coran, l’histoire de l’islam, la philosophie, la pensée politique et même les mathématiques.
Tout au long de sa vie, il rédigea de nombreuses œuvres dans les domaines de la philosophie, de la religion, de l’histoire. Son œuvre principale demeure cependant son commentaire du Coran intitulé Al-Mizân et publié en vingt volumes, qui a notamment été traduit en anglais.
Tabâtabâ’i raconte en ces termes son arrivée à Qom : « Lorsque je suis arrivé à Qom, j’ai étudié les besoins de la société musulmane et j’en ai conclu qu’il lui manquait un commentaire du Coran pour mieux faire comprendre les enseignements de l’islam. D’autre part, le scepticisme avait été répandu – notamment avec la pensée marxiste à l’époque et le parti Tudeh. Le recours à la philosophie et à la logique afin de défendre la position de l’islam me paraissait être une nécessité urgente. » Il se mit alors dès 1946 à donner un cours consacré au commentaire du Coran qui dura 17 ans et aboutit à la parution de son œuvre colossale intitulée Tafsir Al-Mizân contenant un commentaire élaboré de l’ensemble du Coran.